# Neruda Volley 2016-2017
Questa voce raccoglie le informazioni riguardanti il Neruda Volley nelle competizioni ufficiali della stagione 2016-2017.

## Stagione
La stagione 2016-17 è per il Neruda Volley, che gioca con il nome sponsorizzato di Südtirol Bolzano (la squadra disputa le partite casalinghe a Bolzano), la seconda consecutiva in Serie A1: al termine del campionato 2015-16 il club retrocesse in Serie A2, tuttavia, dopo aver venduto il proprio titolo sportivo alla SAB Volley, acquista quello della LJ Volley, ottenendo il diritto di partecipazione alla massima divisione nazionale. La formazione è completamente rivoluzionata: come allenatore viene scelto François Salvagni mentre della rosa non viene confermata alcuna giocatrice. Alle cessioni di Brayelin Martínez, Sara Paris, Ilaria Garzaro, Prisilla Rivera, Bernarda Brčić e Elisa Manzano si contrappongono gli acquisti di Christina Bauer, Sanja Popović, Giulia Pincerato, Valeria Papa, Michelle Bartsch e Maret Grothues, quest'ultima ceduta poi a stagione in corso.
Il campionato si apre con quattro sconfitte consecutive: la prima vittoria arriva alla quinta giornata contro il Club Italia; nel resto del girone di andata la squadra di Bronzolo vince tutte le partite disputate in case e perde quelle giocate in trasferta, chiudendo al settimo posto in classifica e qualificandosi per la Coppa Italia. Il girone di ritorno segue lo stesso andamento del girone di andata, con risultati altalenanti, alternando talvolta due vittorie a due sconfitte consecutive: la regular season vede la formazione altoatesina attestarsi all'ottavo posto in classifica. Negli ottavi di finale dei play-off scudetto la sfida è contro l'Azzurra Volley San Casciano: dopo aver perso la gara di andata per 3-1, il Neruda Volley vince quella di ritorno per 3-1 ma viene eliminato dalla competizione a causa di un peggior quoziente set.
Grazie al settimo posto al termine del girone di andata della Serie A1 2016-17, il Neruda Volley partecipa alla Coppa Italia: tuttavia viene eliminato nei quarti di finale a seguito della sconfitta sia nella gara di andata che in quella di ritorno inflitta dall'Imoco Volley.

## Organigramma societario
Area direttiva
- Presidente: Rodolfo Favretto
- Vicepresidente: Tiziana Da Damos
- Consigliere: Virgilio Rende

Area organizzativa
- Direttore sportivo: Massimo De Stefano
- Segreteria: Roberto Menegolo, Nicole Piazza
- Dirigente accompagnatore: Massimo Lubian
- Responsabile materiali: Daniela Mileto

Area tecnica
- Allenatore: François Salvagni
- Allenatore in seconda: Vasja Samec
- Scout man: Roberto Menegolo

Area comunicazione
- Ufficio stampa: Nicola Baldo
- Fotografo: Riccardo Giuliani
- Pubbliche relazioni: Cristina Sartori
- Speaker: Simone Villotti

Area sanitaria
- Medico: Fabio Varesco
- Preparatore atletico: Michele Patoia
- Fisioterapista: Chiara Granzon

## Rosa
| N° | Nome                | Ruolo | Data di nascita   | Nazionalità sportiva |
| -- | ------------------- | ----- | ----------------- | -------------------- |
| 1  | Floriana Bertone    | C     | 19 novembre 1992  | Italia               |
| 2  | Alessia Zancanaro   | L     | 23 aprile 1998    | Italia               |
| 3  | Eleonora Bruno      | L     | 15 aprile 1994    | Italia               |
| 5  | Matea Ikić          | S     | 25 maggio 1989    | Croazia              |
| 6  | Maret Grothues      | S     | 16 settembre 1988 | Paesi Bassi          |
| 6  | Tereza Matuszková   | S/O   | 3 dicembre 1982   | Rep. Ceca            |
| 7  | Natasha Spinello    | P     | 15 dicembre 1998  | Italia               |
| 8  | Christina Bauer     | C     | 1º gennaio 1988   | Francia              |
| 9  | Valeria Papa        | S     | 9 settembre 1989  | Italia               |
| 10 | Giulia Pincerato    | P     | 16 marzo 1987     | Italia               |
| 11 | Sanja Popović       | S/O   | 31 maggio 1984    | Croazia              |
| 13 | Bruna Ana Vranković | S/O   | 26 luglio 1998    | Croazia              |
| 14 | Michelle Bartsch    | S     | 12 febbraio 1991  | Stati Uniti          |
| 18 | Marina Zambelli     | C     | 1º gennaio 1990   | Italia               |

## Mercato
| Acquisti | Acquisti            | Acquisti         | Acquisti   |
| R.       | Nome                | da               | Modalità   |
| -------- | ------------------- | ---------------- | ---------- |
| S        | Michelle Bartsch    | Dresdner         | definitivo |
| C        | Christina Bauer     | River            | definitivo |
| C        | Floriana Bertone    | LJ               | definitivo |
| L        | Eleonora Bruno      | AGIL             | definitivo |
| S        | Maret Grothues      | Atom Trefl Sopot | definitivo |
| S        | Matea Ikić          | Târgoviște       | definitivo |
| S/O      | Tereza Matuszková   | inattiva         | definitivo |
| S        | Valeria Papa        | Busto Arsizio    | definitivo |
| P        | Giulia Pincerato    | CSM Bucarest     | definitivo |
| S/O      | Sanja Popović       | MKS              | definitivo |
| P        | Natasha Spinello    | Volleyrò         | definitivo |
| S/O      | Bruna Ana Vranković | Marina Kaštela   | definitivo |
| C        | Marina Zambelli     | Le Cannet        | definitivo |
| L        | Alessia Zancanaro   | Argentario       | definitivo |

| Cessioni | Cessioni            | Cessioni      | Cessioni   |
| R.       | Nome                | a             | Modalità   |
| -------- | ------------------- | ------------- | ---------- |
| C        | Sara Bertolini      | Vobarno       | definitivo |
| L        | Martina Boscoscuro  | -             | ritirata   |
| P        | Bernarda Brčić      | Târgoviște    | definitivo |
| C        | Ilaria Garzaro      | River         | definitivo |
| S        | Maret Grothues      | Fenerbahçe    | definitivo |
| S/O      | Rebecka Lazić       | Alba-Blaj     | definitivo |
| S/O      | Gina Mambrú         | -             | ritirata   |
| C        | Elisa Manzano       | -             | ritirata   |
| S/O      | Brayelin Martínez   | Busto Arsizio | definitivo |
| P        | Anna Newsome        | ?             | definitivo |
| S        | Brittney Page       | ?             | definitivo |
| L        | Sara Paris          | SAB           | definitivo |
| S        | Prisilla Rivera     | Bauru         | definitivo |
| C        | Tiziana Veglia      | Golem         | definitivo |
| S/O      | Bruna Ana Vranković | Golem         | definitivo |
| S        | Kathrin Waldthaler  | ?             | definitivo |

## Risultati

### Serie A1

#### Girone di andata
| 1ª giornata - 16 ottobre 2016 PalaTerdoppio, Novara             | AGIL            | 3 - 0 | Neruda        | 25-15, 25-18, 25-17               |
| 2ª giornata - 23 ottobre 2016 PalaResia, Bolzano                | Neruda          | 1 - 3 | Busto Arsizio | 17-25, 18-25, 25-15, 13-25        |
| 3ª giornata - 30 ottobre 2016 PalaResia, Bolzano                | Neruda          | 2 - 3 | Casalmaggiore | 25-21, 25-23, 16-25, 17-25, 10-15 |
| 4ª giornata - 6 novembre 2016 PalaVerde, Villorba               | Imoco           | 3 - 0 | Neruda        | 25-17, 25-17, 25-21               |
| 5ª giornata - 13 novembre 2016 PalaResia, Bolzano               | Neruda          | 3 - 0 | Club Italia   | 25-17, 25-14, 25-19               |
| 6ª giornata - 20 novembre 2016 Nelson Mandela Forum, Firenze    | San Casciano    | 3 - 1 | Neruda        | 25-19, 25-22, 19-25, 26-24        |
| 7ª giornata - 26 novembre 2016 PalaResia, Bolzano               | Neruda          | 3 - 0 | Flero         | 25-23, 25-15, 26-24               |
| 8ª giornata - 4 dicembre 2016 Palazzetto dello Sport, Scandicci | Savino Del Bene | 3 - 2 | Neruda        | 21-25, 25-21, 25-17, 27-29, 15-10 |
| 9ª giornata - 10 dicembre 2016 PalaResia, Bolzano               | Neruda          | 3 - 1 | Pro Victoria  | 25-19, 25-23, 18-25, 25-19        |
| 10ª giornata - 18 dicembre 2016 PalaNorda, Bergamo              | Bergamo         | 3 - 2 | Neruda        | 25-21, 21-25, 25-23, 31-33, 15-13 |
| 11ª giornata - 26 dicembre 2016 PalaResia, Bolzano              | Neruda          | 3 - 1 | River         | 25-23, 20-25, 25-17, 25-23        |

#### Girone di ritorno
| 12ª giornata - 15 gennaio 2017 PalaResia, Bolzano          | Neruda        | 1 - 3 | AGIL            | 23-25, 14-25, 25-19, 21-25        |
| 13ª giornata - 22 gennaio 2017 PalaYamamay, Busto Arsizio  | Busto Arsizio | 0 - 3 | Neruda          | 22-25, 21-25, 22-25               |
| 14ª giornata - 30 gennaio 2017 PalaRadi, Casalmaggiore     | Casalmaggiore | 3 - 0 | Neruda          | 25-11, 25-14, 25-14               |
| 15ª giornata - 2 febbraio 2017 PalaResia, Bolzano          | Neruda        | 0 - 3 | Imoco           | 14-25, 24-26, 22-25               |
| 16ª giornata - 11 febbraio 2017 PalaYamamay, Busto Arsizio | Club Italia   | 1 - 3 | Neruda          | 25-27, 25-21, 13-25, 15-25        |
| 17ª giornata - 15 febbraio 2017 PalaResia, Bolzano         | Neruda        | 3 - 2 | San Casciano    | 26-24, 18-25, 23-25, 25-21, 15-9  |
| 18ª giornata - 19 febbraio 2017 PalaGeorge, Montichiari    | Flero         | 3 - 2 | Neruda          | 23-25, 25-20, 25-21, 21-25, 15-13 |
| 19ª giornata - 26 febbraio 2017 PalaResia, Bolzano         | Neruda        | 2 - 3 | Savino Del Bene | 14-25, 17-25, 25-23, 25-21, 9-15  |
| 20ª giornata - 12 marzo 2017 Palazzetto dello Sport, Monza | Pro Victoria  | 1 - 3 | Neruda          | 27-25, 18-25, 17-25, 19-25        |
| 21ª giornata - 19 febbraio 2017 PalaResia, Bolzano         | Neruda        | 3 - 0 | Bergamo         | 25-18, 25-22, 25-20               |
| 22ª giornata - 25 marzo 2017 PalaPanini, Modena            | River         | 3 - 1 | Neruda          | 25-17, 22-25, 25-19, 25-23        |

#### Play-off scudetto
| Ottavi di finale (andata) - 30 marzo 2017 Nelson Mandela Forum, Firenze | San Casciano | 3 - 0 | Neruda       | 28-26, 25-21, 25-21        |
| Ottavi di finale (ritorno) - 3 aprile 2017 PalaResia, Bolzano           | Neruda       | 3 - 1 | San Casciano | 25-23, 25-19, 16-25, 25-22 |

### Coppa Italia

#### Fase a eliminazione diretta
| Quarti di finale (andata) - 5 gennaio 2017 PalaResia, Bolzano   | Neruda | 0 - 3 | Imoco  | 23-25, 22-25, 26-28 |
| Quarti di finale (ritorno) - 8 gennaio 2017 PalaVerde, Villorba | Imoco  | 3 - 0 | Neruda | 25-18, 30-28, 25-16 |

## Statistiche

### Statistiche di squadra
| Competizione | Punti | In casa | In casa | In casa | In trasferta | In trasferta | In trasferta | Totale | Totale | Totale |
| Competizione | Punti | G       | V       | P       | G            | V            | P            | G      | V      | P      |
| ------------ | ----- | ------- | ------- | ------- | ------------ | ------------ | ------------ | ------ | ------ | ------ |
| Serie A1     | 31    | 12      | 7       | 5       | 12           | 3            | 9            | 24     | 10     | 14     |
| Coppa Italia | -     | 1       | 0       | 1       | 1            | 0            | 1            | 2      | 0      | 2      |
| Totale       | -     | 13      | 7       | 6       | 13           | 3            | 10           | 26     | 10     | 16     |

G = partite giocate; V = partite vinte; P = partite perse

### Statistiche dei giocatori
| Giocatore     | Serie A1 | Serie A1 | Serie A1 | Serie A1 | Serie A1 | Coppa Italia | Coppa Italia | Coppa Italia | Coppa Italia | Coppa Italia | Totale | Totale | Totale | Totale | Totale |
| Giocatore     | P        | PT       | AV       | MV       | BV       | P            | PT           | AV           | MV           | BV           | P      | PT     | AV     | MV     | BV     |
| ------------- | -------- | -------- | -------- | -------- | -------- | ------------ | ------------ | ------------ | ------------ | ------------ | ------ | ------ | ------ | ------ | ------ |
| M. Bartsch    | 23       | 366      | 320      | 25       | 21       | 2            | 21           | 15           | 1            | 5            | 25     | 387    | 335    | 26     | 26     |
| C. Bauer      | 24       | 243      | 187      | 42       | 14       | 2            | 18           | 14           | 3            | 1            | 26     | 261    | 201    | 45     | 15     |
| F. Bertone    | 5        | 6        | 3        | 3        | 0        | 1            | 1            | 1            | 0            | 0            | 6      | 7      | 4      | 3      | 0      |
| E. Bruno      | 24       | 0        | 0        | 0        | 0        | 2            | 0            | 0            | 0            | 0            | 26     | 0      | 0      | 0      | 0      |
| M. Grothues   | 6        | 28       | 26       | 0        | 2        | -            | -            | -            | -            | -            | 6      | 28     | 26     | 0      | 2      |
| M. Ikić       | 7        | 21       | 18       | 1        | 2        | -            | -            | -            | -            | -            | 7      | 21     | 18     | 1      | 2      |
| V. Papa       | 24       | 255      | 216      | 20       | 19       | 2            | 25           | 22           | 1            | 2            | 26     | 280    | 238    | 21     | 21     |
| G. Pincerato  | 24       | 62       | 19       | 27       | 16       | 2            | 4            | 2            | 0            | 2            | 26     | 66     | 21     | 27     | 18     |
| S. Popović    | 24       | 320      | 282      | 17       | 21       | 2            | 18           | 18           | 0            | 0            | 26     | 338    | 300    | 17     | 21     |
| T. Matuszková | 10       | 28       | 23       | 5        | 0        | -            | -            | -            | -            | -            | 10     | 28     | 23     | 5      | 0      |
| N. Spinello   | 14       | 0        | 0        | 0        | 0        | 1            | 0            | 0            | 0            | 1            | 15     | 1      | 0      | 0      | 1      |
| B. Vranković  | 2        | 0        | 0        | 0        | 0        | -            | -            | -            | -            | -            | 2      | 0      | 0      | 0      | 0      |
| M. Zambelli   | 24       | 160      | 109      | 42       | 9        | 2            | 11           | 5            | 5            | 1            | 26     | 171    | 114    | 47     | 10     |
| A. Zancanaro  | 0        | 0        | 0        | 0        | 0        | 0            | 0            | 0            | 0            | 0            | 0      | 0      | 0      | 0      | 0      |

P = presenze; PT = punti totali; AV = attacchi vincenti; MV = muri vincenti; BV = battute vincenti